# Luís Bernardo Honwana
Luís Bernardo Honwana, né à Lourenço Marques (Mozambique) en 1942, est un écrivain mozambicain lusophone.

## Biographie
Luís Bernardo Honwana est né à Lourenço Marques, capitale de la Province du Mozambique (aujourd'hui Maputo, capitale du Mozambique) en novembre 1942. 
Après des études de droit au Portugal, il rentre au Mozambique où il participe activement à la lutte pour l'indépendance au sein du Front de Libération du Mozambique (FRELIMO). 
En 1964, ses activités politiques le conduisent en prison où il reste trois ans. 
En 1975, il est nommé directeur de cabinet de Samora Machel, président du Mozambique nouvellement indépendant.
En 1980, il est nommé président de l'Organisation nationale des journalistes du Mozambique. 
En 1981, il est Secrétaire d’État à la Culture. 
De 1987 à 1991, il est membre du Conseil exécutif de l’UNESCO  et président du Comité intergouvernemental de l’Organisation pour la Décennie mondiale de la culture et du développement. 
Entré à l’UNESCO en 1995, il est nommé directeur de son nouveau bureau en Afrique du Sud. 
Depuis son départ à la retraite de l’UNESCO en 2002, il poursuit des recherches dans le domaine des arts, de l’histoire et de l’ethno-linguistique.

## Principales publications
Une de ses œuvres principales est le roman Nós Matamos o Cão Tinhoso, publié en 1964 et traduit en de nombreuses langues. 
Le titre français est : Nous avons tué le chien teigneux, paru aux éditions Chandeigne en 2006.
Ce roman est une leçon d'histoire face à une mémoire escamotée. Traduit du portugais, il est écrit avec la langue imposée du colonisateur, une langue devenue butin de guerre. L'intention politique du texte est claire et traque avec force la machine de l'oubli. Au travers du récit métaphorique d'un jeune écolier mozambicain noir, Dinho, apparaissent les injustices et la violence de la colonisation. Un proverbe africain illustre parfaitement la situation des populations colonisées, socialement disqualifiées (les boys), rendues dociles et vulnérables : « Tant que les lions n'auront pas leurs propres historiens, les histoires de chasse continueront à glorifier le chasseur. » Luis Bernardo Honwana créé donc ici un univers lui permettant de porter un regard différent sur un événement symbolique dans un village du Mozambique.
La chasse au Chien teigneux est annoncée par le vétérinaire. Son homme de main confie secrètement à de jeunes écoliers le soin de tuer l'animal malade, plein de croûtes et de plaies que l'on dit rescapé d'une guerre. La proposition du vétérinaire ne rencontre aucune résistance. Dinho tente maladroitement de réagir auprès de ses jeunes camarades mais il est rapidement ignoré et sommé de participer activement. Dinho se résigne.
Tous les héros de ce récit apparaissent comme des infirmes de la vie n'imaginant pas un seul instant une autre solution possible à la situation. Seule Isaura, petite fille jugée simple d'esprit, a déclaré ouvertement son amitié pour l'animal et tentera de le protéger en vain. Assurés par l'homme de main du vétérinaire de l'impunité de cet acte de mort, les jeunes garçons vont tuer aussi sûrement que l'annonce le titre du roman. Le moment précédant la mise à mort puis la mise à mort elle-même est insupportable de violence. La gradation des émotions que ressentent les jeunes garçons est superbement rendue par les descriptions des jeux de regards entre eux et l'animal, renforcée par les illustrations aux tons sourds de Jean-Philippe Stassen, révélant tour à tour le dégoût, la peur, la stupeur, la folie qui s'emparent d'eux. Face aux fils de colons hindous ou Douros, le narrateur ne trouve aucune échappatoire lorsqu'ils lui demandent d'inaugurer les tirs sur Chien teigneux qu'il a pris en affection. Les sentiments de l'enfant s'emmêlant, il perd pied et réagit de manière irrationnelle.
Cette chasse qui évoque ouvertement les exactions commises au nom de la civilisation fait froid dans le dos. Dans son roman, l'entreprise affolante de dés-aveuglement de Luis Bernardo Honwana contre ce qui réduit l'humain à n'être qu'un petit individu coupé, par ses illusions, ses principes, de tout ce qu'il croit être son identité est remuante. La fin du livre est sans doute éloquente : puisque la reconnaissance de la faute et de sa réparation n'a pas lieu, cette histoire apparaît d'autant plus comme une lecture importante, génératrice d'une prise de conscience face à la barbarie qui suit inéluctablement les tentatives d'imposer une autorité étrangère à des peuples assujettis.
Dans ce récit aux allures de réquisitoire, de grands moments rejoignent la tragédie grecque et la littérature contemporaine. L'écriture aux accents poétiques permet la distanciation avec des faits dramatiques certes mais non moins riches d'enseignements.
Une autre de ses œuvres est la nouvelle intitulée «As mãos dos pretos»,  publié au sein d'un ouvrage Contos Africanos dos países de língua portuguesa, avec des œuvres d'autres auteurs, notamment Albertino Bragança, José Eduardo Agualusa, Mia Couto, Nelson Saúte, Odete Semedo, Ondjaki et Teixeira de Sousa.

## Distinctions
- Prix José Craveirinha de littérature 2014[3]